# Temmes kyrka
Temmes kyrka (finska: Temmeksen kirkko) är en träkyrka i Temmes kapellförsamling, som hör till Tyrnävä församlingen i Tyrnäva. Kyrkan är en blockpelarkyrka med västtorn i trä och rymmer cirka 300 åhörare. Temmes hörde till Limingao socken fram till 1899. Temmes var en självständig församling fram till 2001, då Temmes kommun slogs samman med Tyrnävä kommun och samtidigt slogs församlingarna samman.
Kyrkan stod färdig 1767. Den designades och byggdes av Anders Louet från Temmes. Enligt historien fick han bygga en predikostuga, men byggde en kyrka utan tillstånd. Den invigdes som kyrka först 1775, åtta år efter att den stod färdig.
Den tredelade altartavlan målades av Carl Christoffer Stadig från Brahestad 1847. Längst ner på altartavlan finns Stadigs bearbetning av Leonardo da Vincis Nattvarden. Intill kyrkporten står Juho Kandelbergs fattiggubbe från år 1858. Med sin längd på nästan två meter är det den största i Finlnad. 
Minnesmärket på hjältegraven ritades av skulptören Ilmari Wirkkala och avtäcktes den 12 augusti 1956. 

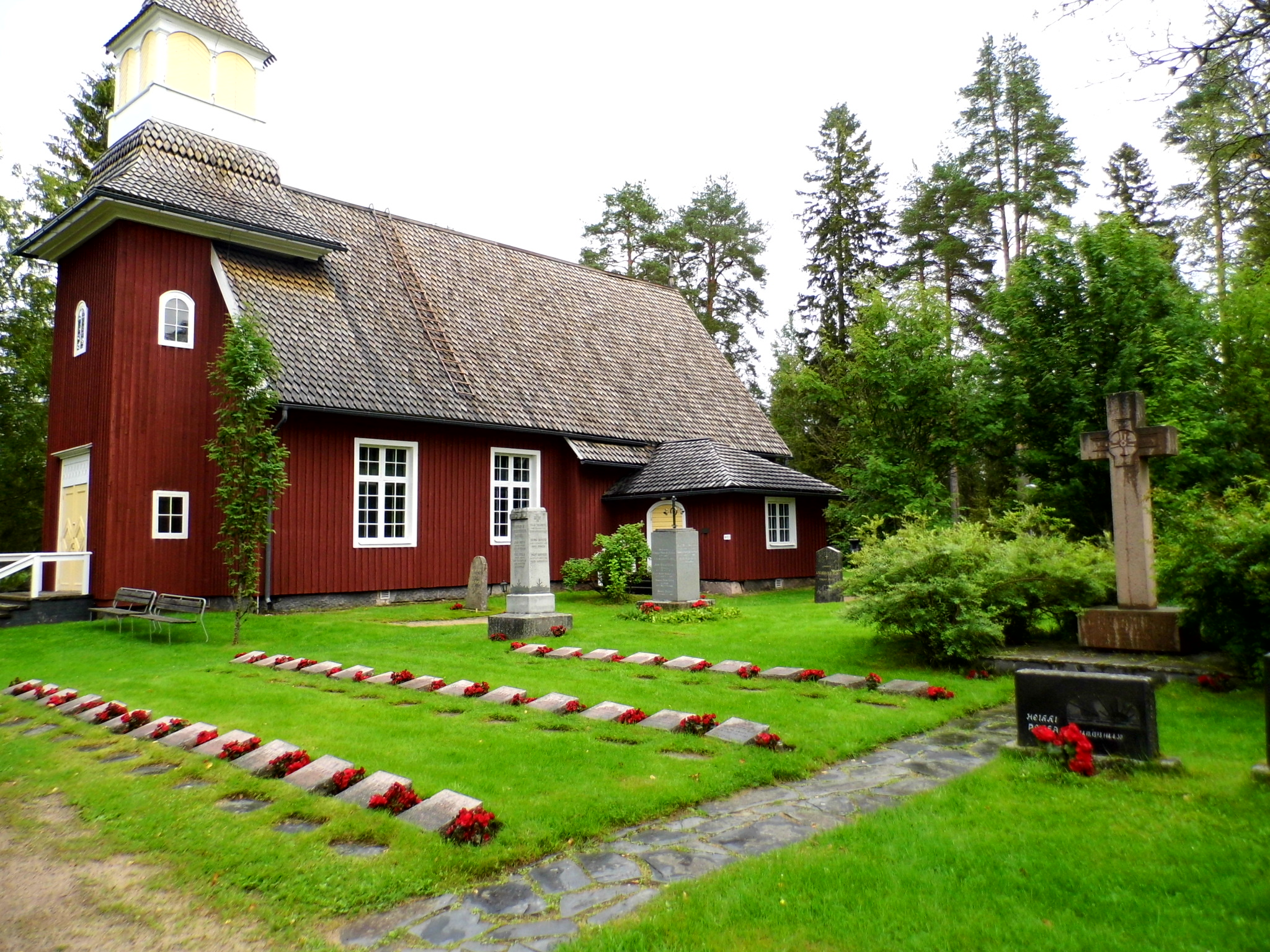
Temmes kyrkas hjältegravar sommaren 2015